# 문승아
문승아(2009년 ~ )는 대한민국의 배우이다.

## 출연 작품

### 영화
| 연도 | 제목            | 역할 | 비고           |
| ---- | --------------- | ---- | -------------- |
| 2020 | 소리도 없이     | 초희 |                |
| 2021 | 흩어진 밤       | 수민 |                |
| 2023 | 비밀의 언덕     | 명은 |                |
| 2023 | 패스트 라이브즈 | 노라 | 그레타 리 아역 |

## 수상
- 2019년 제20회 전주국제영화제 한국경쟁부문 배우상